# 佩德納萊斯省
佩德納萊斯省（西班牙語：Provincia de Pedernales，西班牙語發音：[peðeɾˈnales]）是多明尼加共和國南部沿海的一個省，鄰加勒比海。在1956年與巴拉奧納省的行政區分離。目前，下轄2個自治市鎮（municipio），其中有2個自治市政區（Municipal district），首府在佩德納萊斯。

## 概述
佩德納萊斯省有1,374km²的土地是屬於雅拉瓜國家公園的範圍。

## 行政區
| 市鎮名稱              | 總人口 | 都市人口 |
| --------------------- | ------ | -------- |
| Oviedo                | 3,976  | 2,557    |
| 佩德納萊斯            | 13,805 | 10,339   |
| Juancho（首府市轄區） | 3,426  | 1,554    |

## 其他
1. ↑   (PDF).   [13 January 2024]. （原始内容存档 (PDF)于2025-02-15）.